# Municipio Agua Prieta
Koordinaten: 31° 20′ N, 109° 33′ W
Das Municipio Agua Prieta ist eine  administrative Verwaltungsebene im mexikanischen Bundesstaat Sonora.
Hauptort ist Agua Prieta. Die Gemeinde hatte im Jahr 2010 79.144 Einwohner, die Gemeindefläche beläuft sich auf 3950,2 km².

## Geographie
Das Municipio Agua Prieta bildet den äußersten Nordosten des Bundesstaates Sonora. Es liegt auf einer Meereshöhe zwischen 800 m und 2500 m je etwa zur Hälfte in den physiographischen Provinzen Sierra Madre Occidental und der nördlichen Sierren und Ebenen. Über 90 % des Municipios entwässern über den Río Yaqui. Mehr als die Hälfte der Gemeindefläche wird von Gestrüpplandschaften eingenommen, je etwa 20 % machen die Weideflächen und Wälder aus.
Das Municipio Agua Prieta grenzt an die Municipios Bavispe, Nacozari de García, Fronteras und Naco sowie an den Bundesstaat Chihuahua und an die USA.

## Geschichte
Die Gegend des heutigen Municipios wurde früher von den Apachen bewohnt. Der Hauptort Agua Prieta wurde im Jahr 1899 gegründet. Die Erhebung zum Municipio erfolgte 1916. 1920, im Zuge der Mexikanischen Revolution wurde hier der Plan von Agua Prieta verkündet. Seit 1942 gilt der Hauptort Agua Prieta als Stadt.

## Orte und Bevölkerung
Das Municipio Agua Prieta umfasst laut Zensus 2010 142 bewohnte localidades, deren mit großem Abstand größter Ort der gleichnamige Hauptort Agua Prieta (77.254 Einwohner) ist. Vier weitere localidades wiesen 2010 über zumindest 100 Einwohner auf: das Centro de Readaptación Social (643), Colonia Morelos (265), El Rusbayo (187) und GM (122). Das Centro de Readaptación Social sowie GM wurden 2013 in die Stadt Agua Prieta eingegliedert.
Von den beim Zensus 2010 gezählten 79.138 Einwohnern des Municipios waren 40.117 männlichen Geschlechts sowie 440 Sprecher indigener Sprachen. 5.764 Menschen lebten in extremer Armut.